# Namang (plaats)

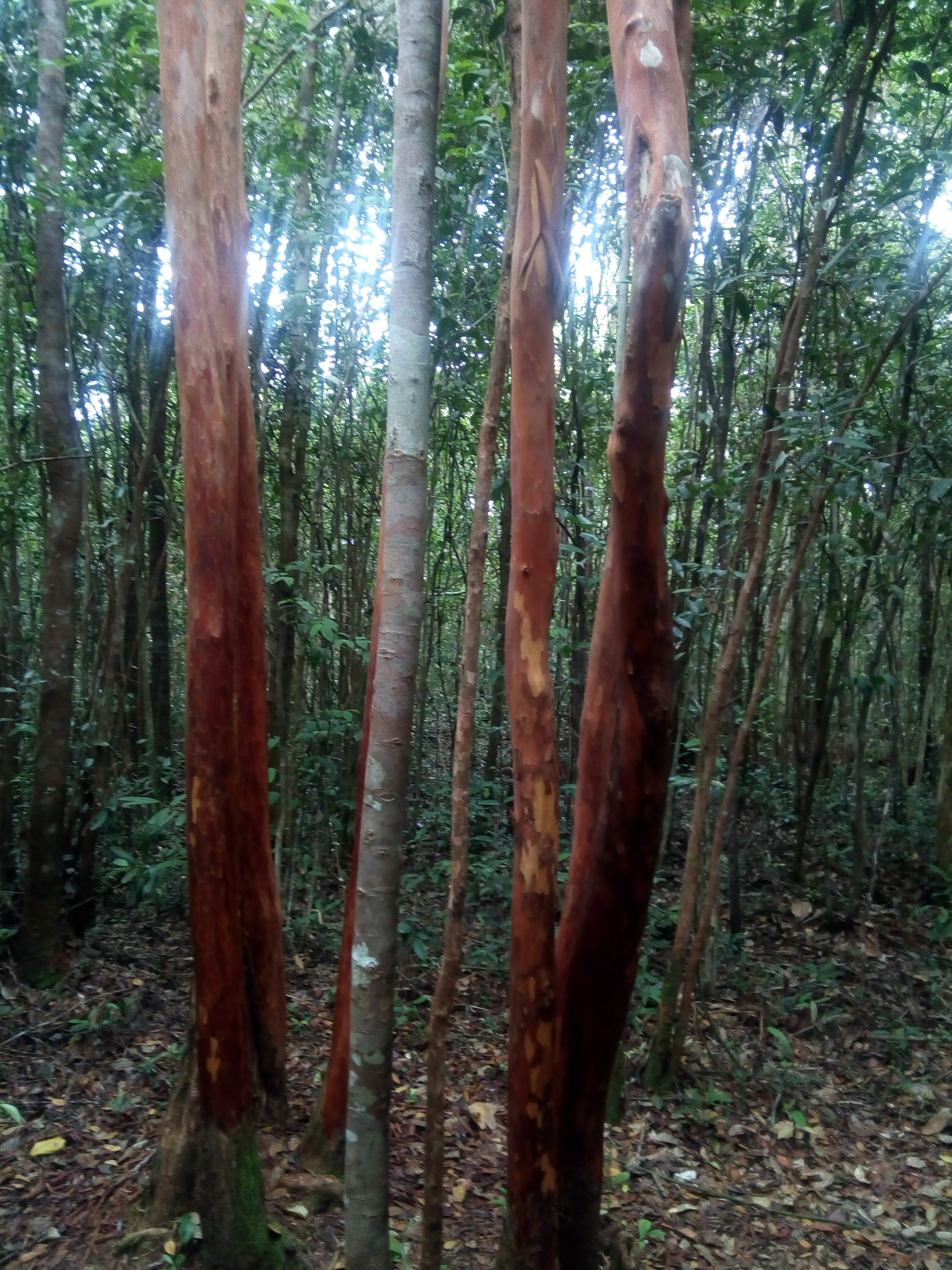
Pelawan beschermd bos

Namang is een bestuurslaag in het regentschap Bangka Tengah van de provincie Bangka-Belitung, Indonesië. Namang telt 2316 inwoners (volkstelling 2010).